# 赫拉茲丹車站
赫拉茲丹車站是位於亞美尼亞科泰克州州府赫拉茲丹的鐵路車站，位於葉里溫—塞凡鐵路。啟用於1960年。